# Tillandsia circinnatioides
Tillandsia circinnatioides es una especie de planta epífita dentro del género  Tillandsia, perteneciente a la  familia de las bromeliáceas.  Es originaria de México donde se encuentra en el Estado de Guerrero.

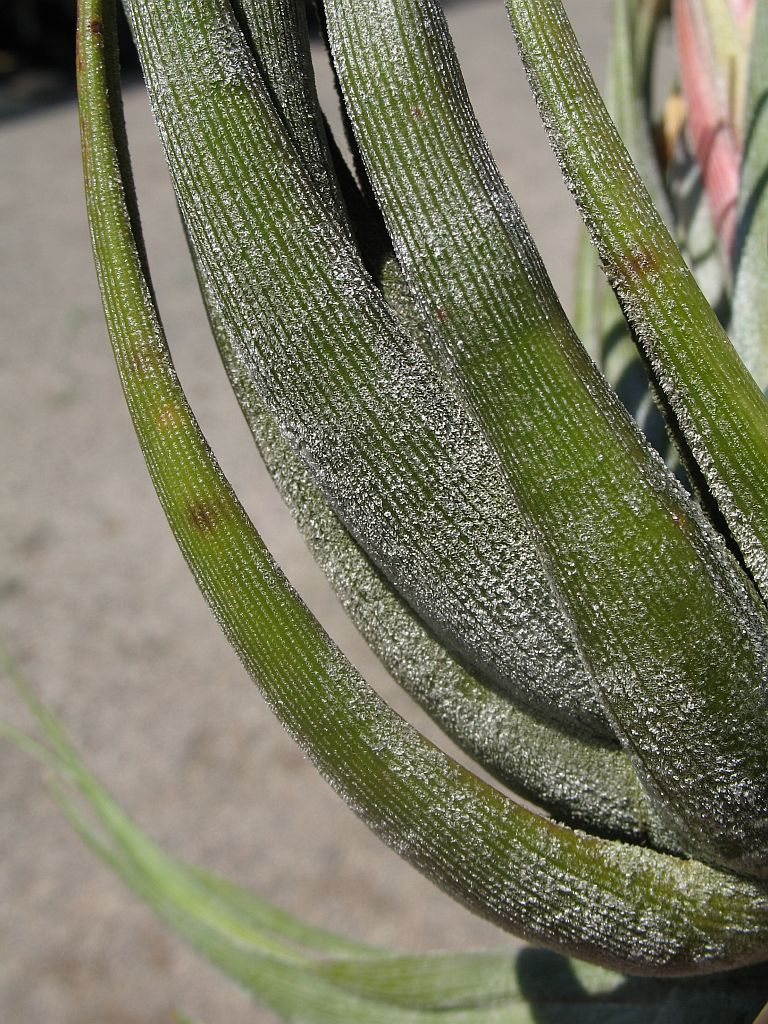
Vista de la planta

## Cultivars
- Tillandsia 'Comet'
- Tillandsia 'Corinne'
- Tillandsia 'Pink Panther'

## Taxonomía
Tillandsia circinnatioides fue descrita por Eizi Matuda y publicada en Cactus and Succulent Journal 45: 187–189, f. 4, 4a, 5. 1973.
Etimología
Tillandsia: nombre genérico que fue nombrado por Carlos Linneo en 1738 en honor al médico y botánico finlandés Dr. Elias Tillandz (originalmente Tillander) (1640-1693).
circinnatioides: epíteto